# Вільгельм Куно
Вільге́льм Карл Йо́зеф Куно́ (нім. Wilhelm Carl Josef Cuno; 2 липня 1876, Зуль — 3 січня 1933, Аумюле біля Гамбургу) — німецький підприємець і безпартійний політик. З листопада 1922 по серпень 1923 року займав пост рейхсканцлера Німеччини. Куно був прихильником ціннісного консерватизму і ліберальної економіки. Був директором HAPAG і брав участь в роботі різних економічних конференцій і організацій.

## Біографія

### Кайзерівська Німеччина
Вільгельм Куно народився в 1876 році в сім'ї чиновника і вчився в гімназіях Кенігсберга, Берліна, Фенло та Падерборну. Куно вивчав юриспруденцію в Берлінському та Гейдельберзькому університетах і служив в кількох земельних судах. У 1900 році, в університеті Бреслау отримує ступінь кандидата наук. В 1906 році він одружився з дочкою гамбурзького комерсанта Мартою Вірц. Роком пізніше вступив на державну адміністративну службу на посаді урядового асесора. На посаді чиновника імперського казначейства Куно під керівництвом Германа фон Штенгель готував проекти законів до обговорення на засіданнях комітетів рейхстагу. В Першу світову війну Куно, на той час уже в званні таємного урядового радника, на фронт не призивався і обіймав відповідальні посади в забезпеченні фронту продовольством. Одним з основних напрямків його діяльності став закон про відновлення німецького торгового флоту, в ході підготовки якого Куно познайомився з генеральним директором HAPAG Альбертом Балліном. Баллін призначив Куно в директорат HAPAG. 9 листопада 1918 року Альберт Баллін, довірена особа кайзера Вільгельма II в розпачі від Листопадової революції покінчив життя самогубством. 20 грудня 1918 року Вільгельм Куно став його наступником на посту генерального директора HAPAG.

### Веймарська республіка
Після війни весь водний транспорт Німеччини перебував у складній ситуації, багато суден були пошкоджені. Крім цього на Паризькій мирній конференції 1919 року, в якій Куно брав участь як експерта з економічних питань, країни Антанти прийняли рішення про конфіскацію німецького торгового флоту як репарації. Через рік Куно вдалося укласти договір про співпрацю з United American Lines, що дозволило відродити HAPAG.
Вступив до Німецької народної партії. Після того, як на думку Куно, партія зайняла нечітку позицію під час Капповського путчу, він вийшов з партії і надалі залишався безпартійним. Рейхсканцлер Костянтин Ференбах запропонував йому очолити фінансове відомство, але Куно відмовився, як і від поста міністра закордонних справ в 1921 році. В 1922 році він брав участь у Генуезькій конференції як експерт.

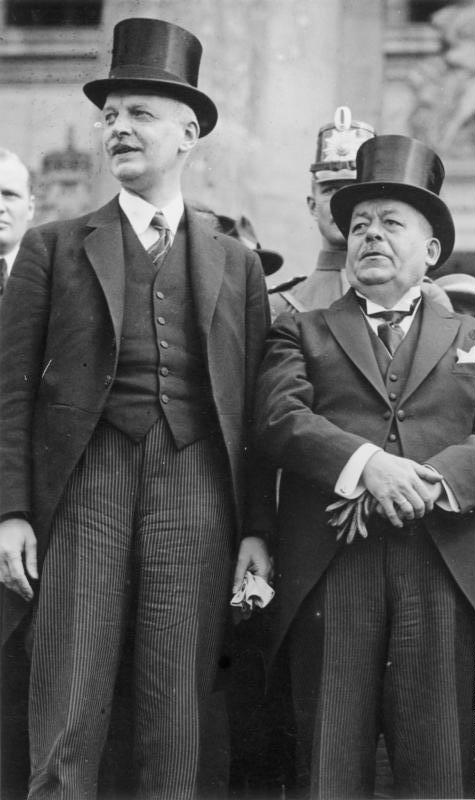
Вільгельм Куно (зліва) і рейхспрезидент Фрідріх Еберт на офіційному заході перед будівлею Рейхстагу з нагоди річниці прийняття Веймарської конституції. 11 серпня 1923

Після відставки Йозефа Вірта за підтримки парламентської меншості, що складалася з партії Центру, Німецької народної партії та Баварської народної партії, Вільгельм Куно сформував підконтрольний політичному центру так званий «економічний кабінет». 14 листопада 1922 року рейхспрезидент Фрідріх Еберт призначив Вільгельма Куно рейхсканцлером. Еберт зважився на цей крок, не погодившись з парламентом, на безальтернативній основі і не надавши аргументів на користь кандидатури Куно як канцлера від парламентської меншості. Еберт переслідував при цьому кілька цілей: безпартійний статус дозволяв Куно згладжувати політичні хвилювання і водночас подолати фінансову кризу в країні. Крім усього іншого новий канцлер був знайомий з впливовими особами в США, які могли б посприяти у вирішенні питання про репарації.
У січні 1923 року в забезпечення виплати Німеччиною репарацій франко-бельгійські війська окупували Рурський регіон. Спроба Куно боротися з окупацією шляхом «пасивного опору» обернулася невдачею: державний бюджет не витримав обсягу виплат жителям страйкуючого Рура. Інфляція також набула небаченого розміру. Парламентська більшість у рейхстазі вимагала призначити новий уряд, і через 9 місяців після свого призначення рейхсканцлером Вільгельм Куно разом зі своїм кабінетом меншості подав у відставку.

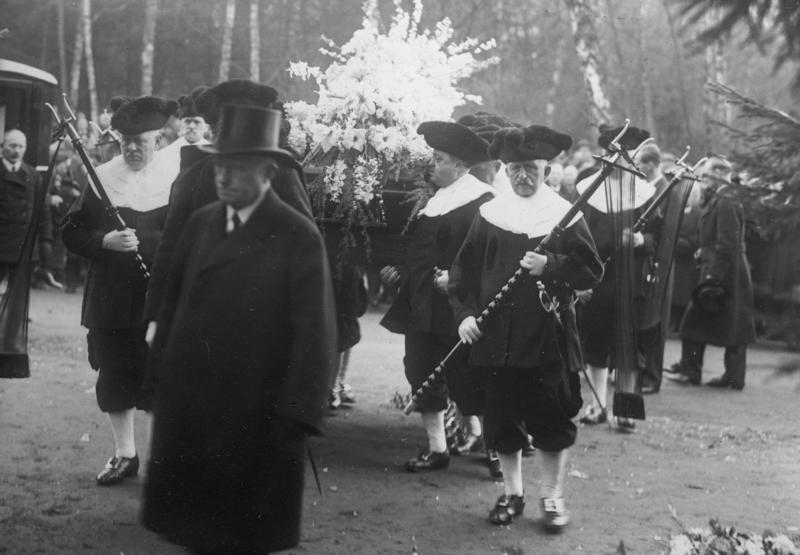
Траурна процесія на похоронах Вільгельма Куно на Ольдорфскому кладовищі в Гамбургу

Після відставки Куно був членом наглядової ради HAPAG. Куно розглядався кандидатом на пост рейхспрезидента на виборах 1925 року. Оскільки сам Куно підтримував кандидатуру Пауля фон Гінденбурга, у виборах він участі не брав. У 1927 році Вільгельм Куно знову очолив HAPAG. У тому ж році він заснував у Гамбурзі перший у Німеччині Ротарі клуб і був обраний його президентом. У 1930 році Куно брав активну участь в переговорах про повернення німецького майна в США. Куно вдалося добитися укладення договору про партнерство з другою німецькою судноплавною компанією «Norddeutscher Lloyd».
Незважаючи на всі вмовляння, Куно так і не повернувся в ННП. У 1932 році Вільгельм Куно брав участь у створенні гуртка Кеплера, надавав консультаційні послуги НСДАП, але відмовився підписати лист до рейхспрезидента Гінденбурга від провідних німецьких промисловців, які вимагали призначення Адольфа Гітлера рейхсканцлером. Куно бачив вирішення парламентської кризи в понадпартійному уряді.
3 січня 1933 року 56-літній Вільгельм Куно помер від наслідків інфаркту міокарда.